# Patti LuPone
Patti Ann Lupone (Northport (New York), 21 april 1949) is een Amerikaans zangeres, actrice en stemactrice. 

## Biografie
LuPone werd geboren in Northport (New York), een plaats in het noorden van Long Island (New York) als dochter van Amerikaans/Italiaanse ouders en is een zus van acteur Robert. Zij heeft de high school doorlopen aan de Northport High School in New York en hierna heeft zij drama gestudeerd aan de Juilliard School. 
LuPone maakte haar debuut in het theater in 1972 met het theaterstuk The School for Scandal, hierna heeft zij nog meerdere (hoofd)rollen gespeeld in het theater zoals The Hostage, The Lower Depths, The Three Sisters (haar debuut op Broadway), Measure for Measure, Scapin, Edward II, The Time of Your Life en andere. Zij heeft in 1980 een Tony Award gekregen voor haar rol in de musical Evita en in 2007 voor haar rol in de musical Gypsy. Hiernaast is zij ook een aantal keren genomineerd voor een Tony Award, in 1976 voor haar rol in de musical The Robber Bridegroom, in 1988 voor haar rol in de musical Anything Goes en in 2006 voor haar rol in de musical Sweeney Todd. LuPone was ook de eerste Amerikaanse die in Engeland een Laurence Olivier Awards won in 1985 met haar rol in de musicals Les Misérables en The Cradle Will Rock.
LuPone begon in 1976 met acteren voor televisie in de film The Time of Your Life. Hierna heeft zij nog meerdere rollen gespeeld in films en televisieseries zoals 1941 (1979), Witness (1985), Driving Miss Daisy (1989), Life Goes On (1989-1993), Law & Order (1996-1997) en Oz (2003). 
LuPone is naast actrice ook actief als zangeres, zo heeft zij diverse soloalbums opgenomen maar ook met andere muziekgezelschappen. Ook heeft zij gezongen in films en televisieseries.
LuPone is in 1988 getrouwd en heeft hieruit een zoon (21 november 1990) en woont met haar gezin in Connecticut en South Carolina.

## Prijzen[3]
- 2001 Florida Film Critics Circle Awards in de categorie Beste Cast met de film State and Main – gewonnen.
- 2001 Online Film Critics Society Awards in de categorie Beste Optreden door een Cast met de film State and Main – gewonnen.
- 2000 National Board of Review, USA in de categorie Best Acteren door een Cast met de film State and Main – gewonnen.
- 1998 Emmy Awards in de categorie Uitstekend Acteren met een Gastoptreden in een Komedie Serie met de televisieserie Frasier – genomineerd.
- 1996 Daytime Emmy Awards in de categorie Uitstekende Optreden in een Kinderfilm met de film The Song Spinner – genomineerd.

## Filmografie[4]

### Films
Uitgezonderd korte films.
- 2022 The School for Good and Evil - als mrs. Deauville
- 2020 The Great Work Begins. Scenes from Angels in America - als Fluor
- 2019 Last Christmas - als Joyce
- 2019 Steven Universe: The Movie - als Yellow Diamond (stem)
- 2019 Cliffs of Freedom - als Yia-Yia
- 2016 The Comedian - als Florie Berkowitz
- 2013 People in New Jersey - als Rachel Levin
- 2013 Parker – als Ascension
- 2011 Union Square – als Lucia
- 2011 Company – als Joanne
- 2011 The Miraculous Year – als Veronica
- 2011 Portraits in Dramatic Time - als Patti LuPone
- 2010 Open Books – als Roz
- 2003 Bad Faith – als Van Klerk
- 2002 City by the Sea – als Maggie
- 2002 Monday Night Mayhem – als Emmy Cosell
- 2002 Life at Five Feet – als mrs. Marshack
- 2001 Sweeney Todd: The Demon Barber of Fleet Street in Concert – als mrs. Lovett
- 2001 Heist – als Betty Croft
- 2001 The Victim – als Sandy
- 2000 State and Main – als Sherry Bailey
- 2000 Falcone – als Francesca Gold
- 1999 Just Looking – als Sylvia Levine Polinsky
- 1999 Bonanno: A Godfather's Story – als mrs. C. Canzinarra
- 1999 Summer of Sam – als Helen
- 1999 The 24 Hour Woman – als Joan Marshall
- 1998 Family Brood – als ??
- 1996 Her Last Change – als Joanna Saxen
- 1995 The Song Spinner – als Zantalalia
- 1993 Family Prayers – als tante Nan
- 1992 The Water Engine – als Rita Lang
- 1989 Driving Miss Daisy – als Florine Werthan
- 1987 LBJ: The Early Years – als Claudia Alta Taylor Johnson
- 1987 Cowboy Joe – als Linda Tidmunk
- 1986 Wise Guys – als Wanda Valentini
- 1985 Witness – als Elaine
- 1984 Piaf – als verteller
- 1982 Fighting Back – als Lida D'Angelo
- 1979 1941 – als Lydia Hedberg
- 1978 King of the Gypsies – als ??
- 1976 The Time of Your Life – als Kitty Duval

### Televisieseries
Uitgezonderd eenmalige gastrollen.
- 2024 Agatha All Along - Lilia Calderu - 7 afl.
- 2022 American Horror Story - als Kathy Pizazz - 5 afl.
- 2021 F is for Family - als Nora Murphy (stem) - 3 afl.
- 2017 - 2021 Vampirina - als Nanpire (stem) - 19 afl.
- 2020 Hollywood - als Avis - 7 afl.
- 2016 - 2020 Steven Universe - als Yellow Diamond (stem) - 10 afl.
- 2019 Pose - als Frederica Norman - 5 afl.
- 2019 Anthem: Homunculus - als tante Ida - 5 afl.
- 2015 Penny Dreadful - als dr. Seward - 9 afl.
- 2014 Girls - als Patti LuPone - 2 afl.
- 2013 - 2014 American Horror Story - als Joan Ramsey - 4 afl.
- 2012 Army Wifes - als Joan Ramsey - 4 afl.
- 2003 Oz – als Stella Coffa – 7 afl.
- 1996 – 1997 Law & Order – als Ruth Miller – 2 afl.
- 1989 – 1993 Life Goes On – als Elizabeth 'Libby' Thatcher – 83 afl.
- 1977 The Andros Targets – als Sharon Walker – 2 afl.

- Bibliothèque nationale de France: cb138968710 (data)
- Gemeinsame Normdatei: 13474652X
- International Standard Name Identifier: 0000 0000 7365 6327
- Library of Congress Control Number: n80143871
- MusicBrainz: 508963b8-c4d4-489f-a03a-26e323cb0cf9
- Nationale Bibliotheek van Tsjechië: xx0183074
- Nationale Bibliotheek van Israël: 987007306164605171
- Nationale Bibliotheek van Polen: a0000002116347
- Nederlandse Thesaurus van Auteursnamen: 109647408
- Système universitaire de documentation: 155142143
- Virtual International Authority File: 295167732
- WorldCat: E39PBJwX88FxKMTFWx883yP84q